# Walkendorf
Walkendorf – gmina w Niemczech, w kraju związkowym Meklemburgia-Pomorze Przednie, w powiecie Rostock, wchodzi w skład Związku Gmin Gnoien. 26 maja 2019 do gminy przyłączono gminy Boddin i Lühburg, które stały się jej częściami (Ortsteil).
Przez teren gminy przebiega autostrada A20 oraz droga krajowa B110.

## Osoby urodzone w Walkendorfie
- Adam Gottlob Moltke - duński polityk